# Gnarrenburg
Gnarrenburg – gmina samodzielna (niem. Einheitsgemeinde) w Niemczech, w kraju związkowym Dolna Saksonia, w powiecie Rotenburg (Wümme).

## Geografia
Gmina Gnarrenburg położona jest ok. 14 km na południowy zachód od miasta Bremervörde.

## Dzielnice gminy
W skład gminy Gnarrenburg wchodzą następujące dzielnice:
- Augustendorf
- Barkhausen
- Brillit
- Fahrendorf
- Findorf
- Glinstedt
- Gnarrenburg
- Karlshöfen
- Klenkendorf
- Kuhstedt
- Kuhstedtermoor
- Langenhausen

## Współpraca
- Baalberge, Saksonia-Anhalt
- Langenfeld (Rheinland), Nadrenia Północna-Westfalia